# 贝尔根-贝尔森集中营

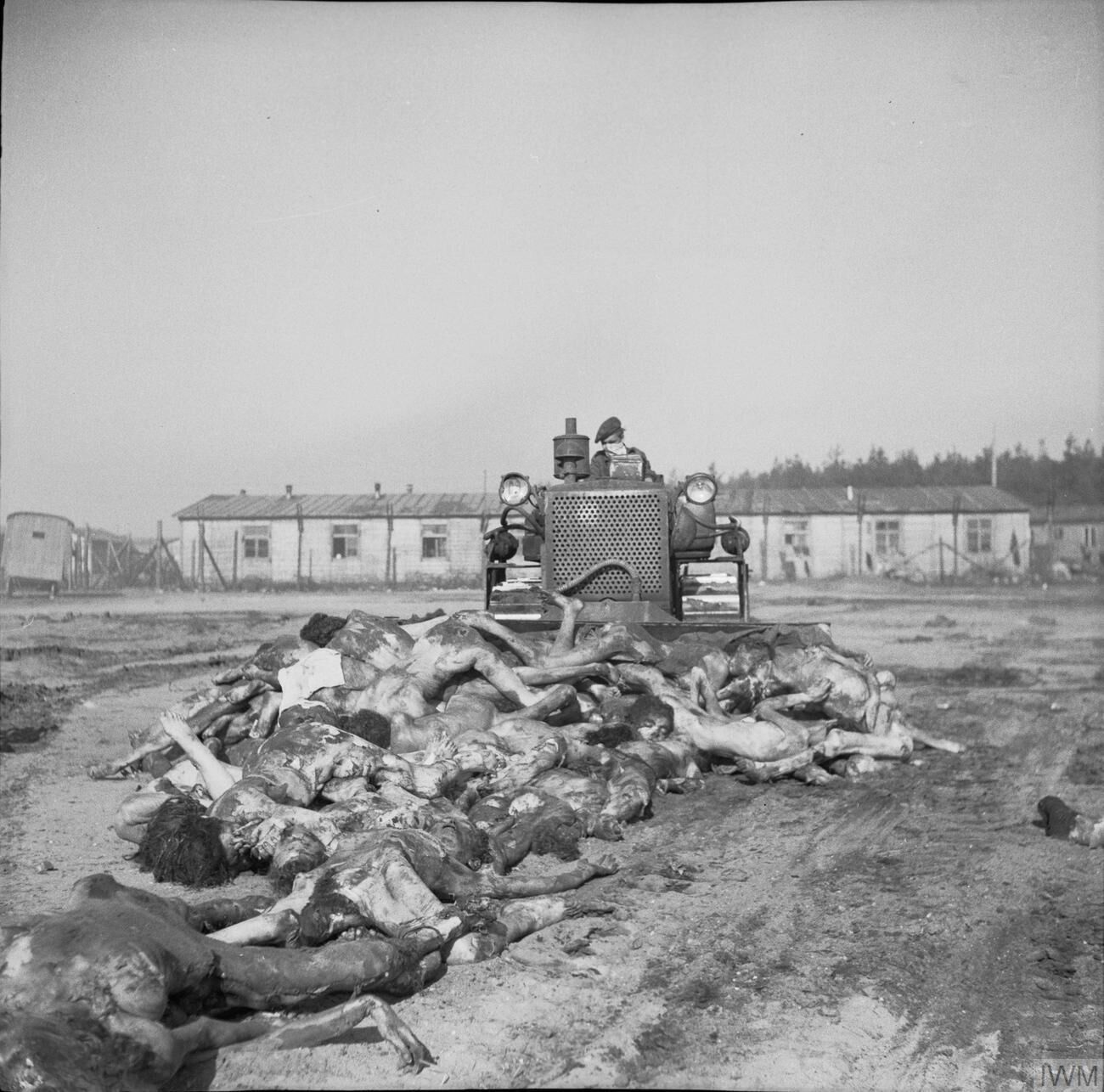
1945年4月19日，由於贝尔森集中营内的遺體太多，英军出動的一辆推土机正将遗体推向集体掩埋处

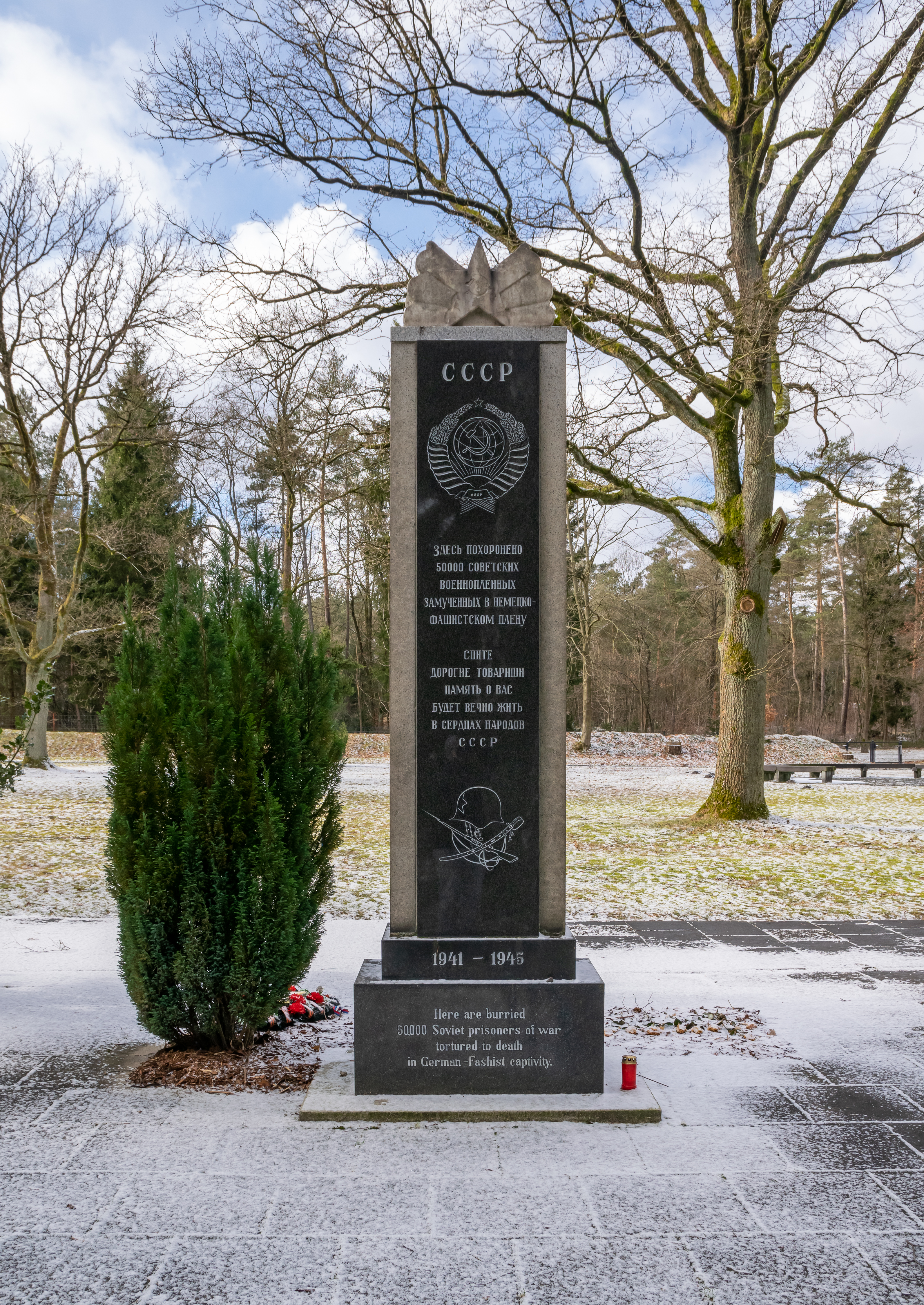
死亡于此的苏联士兵的纪念碑

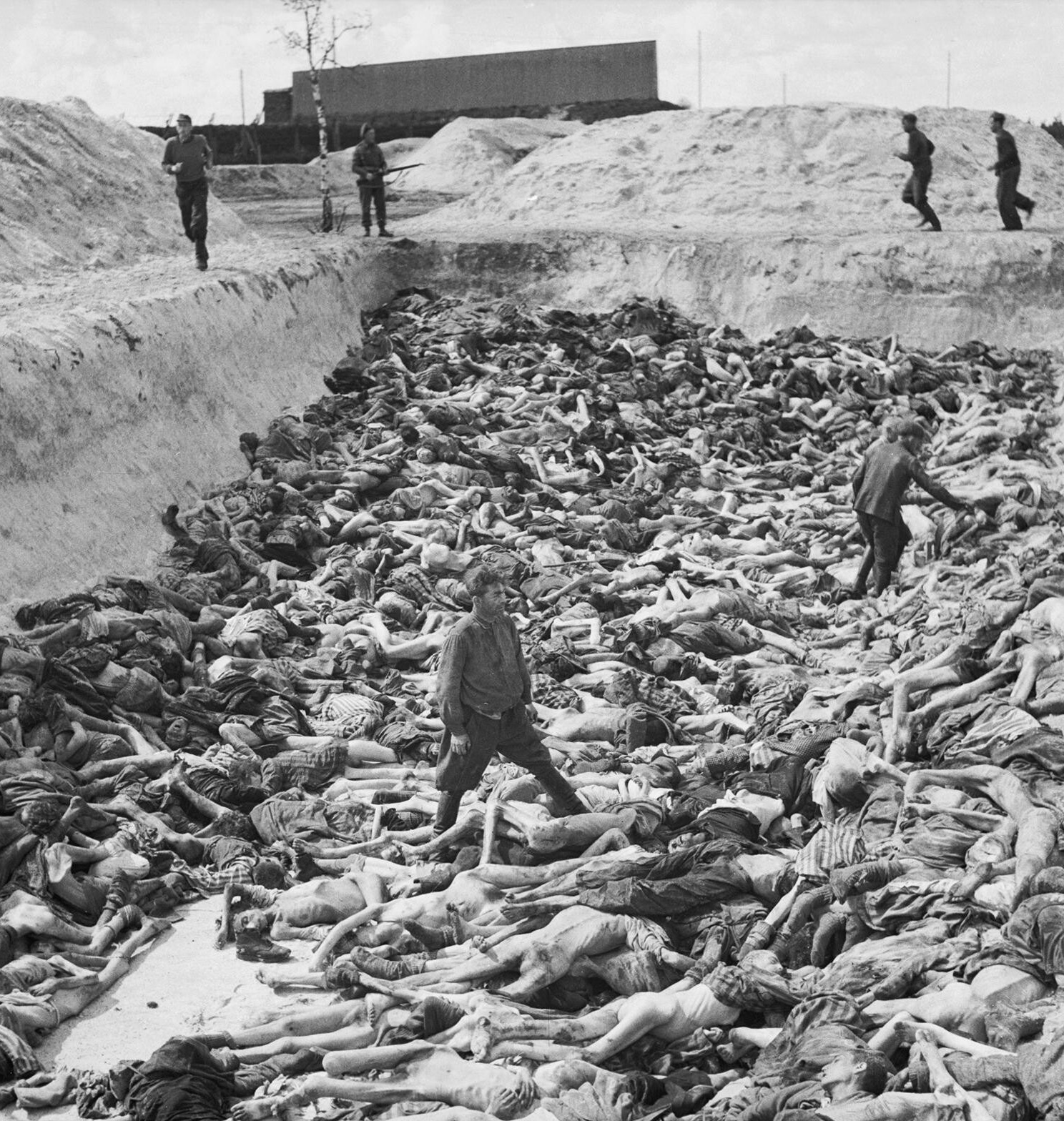
万人坑，中立者为弗兰茨·克莱因

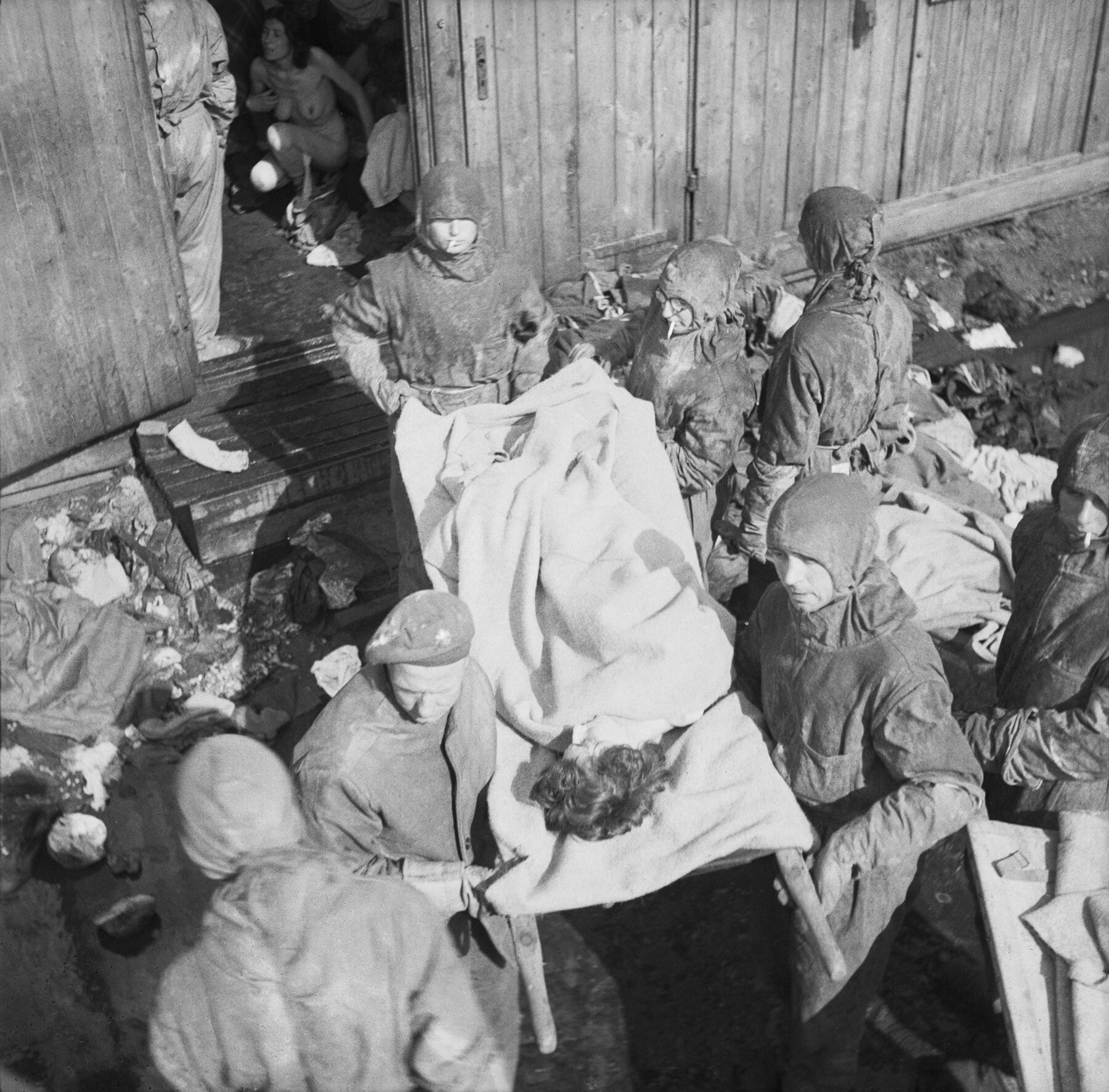
英军解放貝爾根-貝爾森集中營

贝尔根-贝尔森集中营 (德語：Konzentrationslager Bergen-Belsen，又稱 Bergen-Belsen 或 Belsen) ，是纳粹德国在德国西北部下萨克森建立的一座集中营，該地毗邻贝尔根和策勒。1943年到1945年，统计约有50,000名苏联战俘和超过50,000名犯人死于其中。他们中超过35,000人死于1945年初流行的斑疹傷寒。
该集中营于1945年4月15日被英国第11装甲师解放。当时约有60,000名犯人尚在其中，绝大多数都已身患重病，另外还有13,000具未处理的尸体（由於二戰末期納粹陸續把歐洲各地集中營的犯人遷移到德國境內的集中營，導致各集中營極度擁擠，再加上當時斑疹傷寒極為嚴重，集中營內死亡人數增加迅速，黨衛軍來不及處理屍體，才導致屍體任意堆疊在營區內）。BBC的随军记者理查德·丁布尔比（Richard Dimbleby）这样形容当时的景象：
|                   | 這裡有超過一英畝的土地佈滿了屍體與將死的人，你也無法辨別兩者……活人的头靠在死尸上，周围是瘦骨嶙峋、毫无希望的人们幽灵一般地走着，既无生机也无希望，无法自你的行進方向閃避，无法再看周围可怕的景象……婴儿出生在这里，这些枯槁般的生命无法存活……一位精神失常的母亲向一位英军哨兵尖聲请求给她孩子一些牛奶，並將這微小的孩子塞進他的臂中，然后跑开，一邊發出恐怖的哭喊。那位士兵打开裹布，发现婴儿已经死去好几天了。在贝尔森的这一天是我这辈子挥之不去的梦魇。 |
| ——理查德·丁布尔比 | |

英國准將德里克·米尔斯·罗伯特看到該集中營的慘狀時相當生氣，拿元帥杖毆打投降的德國空軍元帥艾爾哈德·米爾希，元帥杖也被打斷。

## 安妮·法蘭克

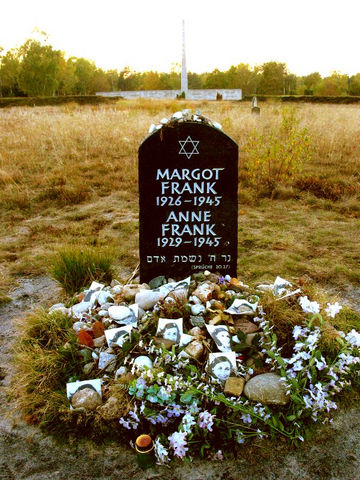
后人为安妮·法蘭克在集中營舊址上所立的紀念碑

在贝尔根-贝尔森集中营里死去的15岁犹太女孩安妮·法蘭克，她的日記成為二次大戰期間納粹消滅猶太人的最佳見證，日記中展現了驚人的勇氣與毅力。